# يهودي مينوهين
يهودي مينوهين (بالإنجليزية: Yehudi Menuhin)‏ (و. 22 أبريل 1916 ـ 12 مارس 1999) عازف كمان أمريكي من أصل روسي يهودي.

## نشأته
ولد في نيويورك، وبدأ بدراسة العزف على الكمان في السادسة من عمره، كان أول ظهور له عام 1924 في حفل موسيقي في أوكلاند وهو في سن الثامنة وتم وصفه بالطفل المعجزة. بعدها بثلاث سنوات سافر من الولايات المتحدة إلى فرنسا، ليكمل دراسته في باريس، حيث التقى المؤلف الروماني جورج إينيسكو، الذي أشرف على تعليمه الموسيقى، وكان له دورا في حياته الموسيقية. وفيما بعد عمل مينوهين على نشر مصنفات أستاذه والتعريف بها، وأصبح له شهرة في أوروبا بعد حفل برلين عام 1929 الذي قدم فيه كونشرتات الكمان لباخ، وبيتهوفن، وبرامس، والتقى بعد الحفل بألبرت أينشتاين.

## جولاته الموسيقية
عندما أصبح في التاسعة عشرة من عمره قام بجولة موسيقية عزف فيها في 67 مدينة مختلفة في أنحاء العالم، واشترك في نحو 110 حفلات موسيقية، ولكن بسبب الحرب العالمية الثانية اضطر إلى العودة إلى الولايات المتحدة، وشارك ـ بين عامي 1939ـ 1945 بأكثر من 500 حفل موسيقي في القارة الأمريكية وفي جزر المحيط الهادئ وبريطانيا، وخصص عائد هذه الحفلات لدعم الجنود والحلفاء في الصراع ضد النازية، حيث عزف في المستشفيات والثكنات العسكرية وفي حفلات مخصصة لجمع التبرعات لأسر المفقودين والمصابين والمشردين بسبب الحرب.

## أعماله
- في عام 1963 أسس مدرسة موسيقية في إنكلترا باسمه.
- أسس أكاديمية مينوهين في غتشاد في سويسرا في عام 1977.
- وتم انتخابه في 1969 مديرًا للمجلس الاستشاري للموسيقى في منظمة اليونسكو.
- كما تم في عام 1980 تأسيس صندوق يهودي مينوهين «الخيري» لمساعدة الأطفال الفقراء الذين يدرسون الموسيقى.
- وفي عام 1981 عُين مديرًا للفرقة الملكية البريطانية.
- أسس مسابقة مينوهين في فولكستون/ بريطانيا في عام 1983.[22]
- كما حصل على عدد كبير من الألقاب والأوسمة التي قلّده إياها رؤساء الدول وقادتها.
- من أهم أعماله تسجيل الأعمال السمفونية الكاملة لبيتهوفين عام 1996 والتي قام بها قبل وفاته؛ وذلك في ذكرى بلوغه الثمانين من العمر.

## جوائز وأوسمة
- وسام الصليب الأعظم من الفئة الأولى لللخدمات الجليلة لجمهورية ألمانيا الاتحادية عام 1997.
- جائزة أميرة أشتوريس للكنونكورد عام 1997.
- ميدالية روبر روزنزفايع عام 1989.
- جائزة موزس مندلسون عام 1986.
- وسام ألبرت عام 1981.
- جائزة السلام الألمانية لتجارة الكتب عام 1979.
- جائزة جواهر لال نهرو عام 1968.
- وسام جوقة الشرف من رتبة ضابط أكبر.
- فارس وسام الاستحقاق الوطني.
- جائزة مركز كينيدي الثقافي.
- نيشان الاستحقاق.
- جائزة غلين غولد.
- فارس قائد رتبة الإمبراطورية البريطانية.
- الصليب الأعظم للنيشان العسكري للقديس يعقوب صاحب السيف.

## وفاته
توفي إثر نوبة قلبية عن عمر ناهز 83 عاما.

## روابط خارجية
- يهودي مينوهين على موقع IMDb (الإنجليزية)
- يهودي مينوهين على موقع الموسوعة البريطانية (الإنجليزية)
- يهودي مينوهين على موقع مونزينجر (الألمانية)
- يهودي مينوهين على موقع ألو سيني (الفرنسية)
- يهودي مينوهين على موقع ميوزك برينز (الإنجليزية)
- يهودي مينوهين على موقع أول موفي (الإنجليزية)
- يهودي مينوهين على موقع قاعدة بيانات الأفلام السويدية (السويدية)
- يهودي مينوهين على موقع إن إن دي بي (الإنجليزية)
- يهودي مينوهين على موقع أول ميوزيك (الإنجليزية)
- يهودي مينوهين على موقع ديسكوغز (الإنجليزية)